# DR P3
P3 er en af DR's fire landsdækkende FM-kanaler. Oprindeligt var P3 en forkortelse for 'Program 3'. P3 startede udsendelserne 1. januar 1963 og skulle være en statskontrolleret erstatning for den lukkede, populære private Radio Mercur, der sendte fra et skib i Øresund 1958-62.
P3 udsendes over DAB, FM og via satellit til hele Europa. I en kort periode blev P3 også sendt over FM i Nuuk/Grønland.
P3 var det sidste af hovedprogrammerne der begyndte med stereosendinger i 1972.

## Musik
P3 har fokus på både de nye og opkommende kunstnere samt de mere etablerede. Den årlige "KarriereKanonen" giver ukendte musikere mulighed for at bryde igennem og blive spillet på kanalen.
Én gang ugentligt udvælges en sang til at være P3's Uundgåelige, hvilket betyder at den pågældende sang kommer i heftig rotation på kanalen i indeværende uge. Nogle af de Uundgåelige sange, som er blevet sunget af danske musikere, er blevet udgivet på cd; henholdsvis Det man hører er man selv – Uundgåeligt! (2004) og Det man hører er man selv – Uundgåeligt vol. 2 (2005) .

## Programmer
Aktuelle programmer:
- P3 Nyheder
- Go' Morgen P3 (Hverdage 6-9)
- Drømmeholdet (Hverdage 9-12)
- Du ved det (Stand-in for Drømmeholdet)
- Popdatering (Alle dage 12-14)
- Carte Blanche (Hverdage 14-16)
- Balalajka (Hverdage 16-18)
- Residensen (Hverdage 18-20)
- Tættere på himlen (Fredag 14-16)
- Bangers med Ena (Fredag 16-18)
- Langefredag (Fredag 18-20)
- Crush (Søndag-fredag 20-22)
- Crush+ (Søndag-fredag 22-00)
- P3 Pulten (Fredag 20-22)
- P3 Musik (00-06)
- WeekendMorgen (Lørdag-søndag 7-10)
- Benægt, benægt, benægt (Lørdag 10-12)
- Det, vi skændes om (Søndag 10-12)
- Spice - med Nikkie og Laila (Lørdag-søndag, 16-18)
- Flex (Lørdag 18-20)
- Det Gode Liv (Lørdag 18-20)
- Ugen der Gritt (Søndag 18-20)
- Galt nok podcast (tirsdag 14-15)

Tidligere programmer:
- Gandhi
- Sara og David
- Mads og monopolet (flyttet til P4)
- Danskerbingo
- Pressen på P3[2]
- Sport på 3'eren [3]
- Unga Bunga [4]
- Smag på P3 [5]
- Det Elektriske Barometer [6]
- Musikquizzen
- Tæskeholdet
- Strax (formiddagsradio 9 - 12 fra 1992 til 2004)
- Monte Carlo
- Buffeten på P3
- Fiesta
- LIGA
- Formiddagen med Frederik og Frederikke
- Påstand mod påstand
- Curlingklubben (2018-2023)
- De 17%
- SmørhulletMusikquizzen

## Indslag
I anledning af Humor Mod Aids-dag var Tjeklisten 1. april 2007 dedikeret til at finde alle tiders største humor-hits. Det største humor-hit ifølge lytter-afstemningen var Drengene fra Angora – "De skal have baghjul nede i Touren" .
'Verdens Bedste Danske Sang' blev kåret i P3-programmet Strax den 31. oktober 2002. Der var 16 nominerede danske sange, som lytterne stemte 7.648 gange på. Præcis halvdelen af stemmerne fordelte sig på de to øverstplacerede sange i afstemningen; TV-2's "Bag duggede ruder" vandt med 25,01 % af stemmerne foran Gasolins "Kvinde min" med 24,99 % af stemmerne. Nr. 3 i afstemningen blev Sort Sols "Let Your Fingers Do The Walking", som fik 9,36 % af stemmerne.
'Århundredets Top 40' blev, efter en lytterbaseret afstemning, kåret på P3 i starten af år 2000. Nr. 1 i afstemningen blev Beatles' "Yesterday". De eneste danske sange på listen var Gasolins "Kvinde min" og TV-2s "Popmusikerens Vise".
'00'ernes største hit' blev, efter en lytterbaseret afstemning i efteråret 2009, The White Stripes' "Seven Nation Army". Den bedst placerede sang fra en dansk kunstner var Kashmirs "Rocket Brothers" på en 8. plads efterfulgt af Nephews "Superliga" på en delt 11. plads.
Værter på Den Løse Kanon, Karen Thisted og Huxi Bach vandt i 2010, Den Gyldne Mikrofon, for deres program, hvilket ligeså var tilfældet for Monte Carlo-værterne Peter Falktoft og Esben Bjerre.
Flere andre P3-værter har ligeledes været nomineret og vundet prisen tidligere.

## Frekvenser
Foruden DAB, sender DR P3 på følgende FM-frekvenser.
| Sendefrekvens [MHz] | Landsdel                    | By eller område   |
| ------------------- | --------------------------- | ----------------- |
| 96.6                | Jylland (Nordjylland)       | Tolne             |
| 89.7                | Jylland (Nordjylland)       | Frejlev           |
| 99.2                | Jylland                     | Thisted           |
| 92.9                | Jylland                     | Mejrup            |
| 92.0                | Jylland (Himmerland)        | Hobro             |
| 89.9                | Jylland                     | Grenå             |
| 91.7                | Jylland (Søsterhøjsenderen) | Aarhus            |
| 90.7                | Jylland                     | Gl. Højen (Vejle) |
| 92.3                | Jylland                     | Ølgod             |
| 98.0                | Jylland                     | Flensborg         |
| 97.2                | Jylland                     | Rangstrup         |
| 92.6                | Fyn                         | Sdr. Højrup       |
| 93.9                | Sjælland (Hovedstaden)      | Gladsaxe          |
| 94.3                | Sjælland (Vest)             | Skamlebæk         |
| 99.6                | Sjælland (Syd)              | Øverup            |
| 88.4                | Bornholm                    | Hammeren          |
| 90.0                | Bornholm                    | Årsballe          |

## Events
Hvert år afholds P3's eget prisuddelingsshow, "P3 Guld", som sendes live både i radioen på netop P3 og i fjernsynet på DR1
Ligeledes sponsorerer P3 P3 Scenen på den årlige Skanderborg Festival. Der sendes programmer direkte fra scenen, ligesom de kunstnere, der optræder der, har set stor popularitet på kanalen.